# 金龍澤
金 龍澤 （キム・ヨンテク、김용택、1948年 - ）は韓国の詩人である。全羅北道任実郡出身。

## 略歴
金龍澤の初期の詩のほとんどは、蟾津江を背景にした農村の暮らしと農民たちの姿を詠っている。農民の日常を細かく事実的に描写したり、現実の厳しい変化と農村の退廃を批判と風刺の視線で見守ってもいる。
1990年代にさしかかると、金龍澤の詩的な傾向は、より直観的で情緒のある格調高い抒情詩へと変貌していく。このような変化は、素月文学賞を受賞した｢人々はどうして知らないのか｣という作品で、一つの詩的な個性として根付くようになる。
彼の詩的な言語のもつ素朴さと真実のこもった響きは、土俗的な空間で農村が持っている伝統的な価値と新しい現代的な変化を繋ぐ情緒的な感応として作用している。日常生活の体験を詩的な対象にしながらもその淡白なところと切実さを同時に表した彼の詩的想像力は、独自の詩的境地に至ったと評価される。特に、モダニズムに束縛されず、情緒的なバランスと言語的な節制を守りながら美しい詩として読者を感動させる点は高く評価される。

## 受賞歴
- 1986年、金洙暎文学賞
- 1997年、素月詩文学賞
- 2012 年、尹東柱文学賞

## 主な作品
詩集
- 1985 年、『섬진강』( 蟾津江)[2]
- 1986 年、『맑은 날』(晴れた日)
- 1988 年、『꽃산 가는 길』(花山に行く道)
- 1988 年、『누이야 날 저문다』(妹よ、日が暮れる)
- 1989 年、『그리운 꽃 편지』(懐かしき花手紙)
- 1993 年、『그대, 거침없는 사랑』(そなた、はばかるもののない愛)
- 1995 年、『강 같은 세월』(河のような年月)
- 1996 年、『마당은 비뚤어졌어도 장구는 바로 치자』(庭は歪んでもチャンゴはしっかり叩こう)
- 1998 年、『그 여자네 집』(その女の家)
- 1998 年、『콩, 너는 죽었다』(豆、あんたは死んだ)
- 2002 年、『나무』(木)
- 2002 年、『연애시집』(恋愛詩集)
- 2006 年、『그래서 당신』(それで、あなた)
- 2008 年、『삶이 너에게 해답을 가져다줄 것이다』(人生があなたに答えを与えてくれるだろう)
- 2009 年、『수양버들』(シダレヤナギ)
- 2013 年、『키스를 원하지 않는 입술』(キスを願わない唇)

詩の解説集
- 2001 年、『시가 내게로 왔다』(詩が僕のところにやって来た)

散文集
- 2012 年、『김용택의 어머니』(金龍澤の母)
- 2013 年、『김용택의 교단일기』(金龍澤の教室日記)
- 2013 年、『내가 살던 집터에서』(僕が住んでいた家跡で)
- 2013 年、『살구꽃이 피는 마을』(杏の花が咲く町)